# Боротьба Лісімаха із західнопонтійськими містами
Боротьба Лісімаха із західнопонтійськими містами — пов'язаний із західним Причорномор'ям ряд епізодів з часів війн діадохів за розділ держави Александра Македонського.

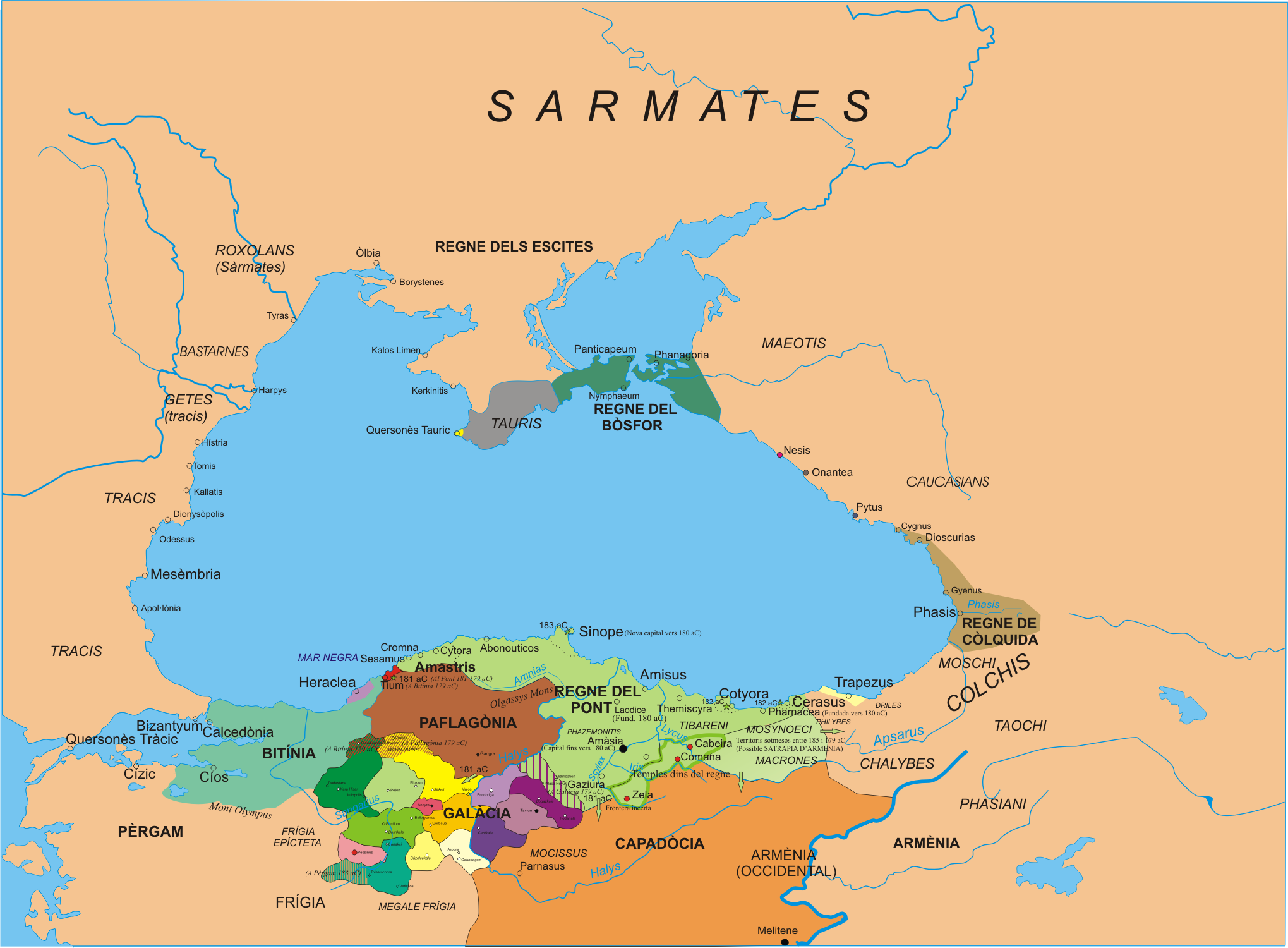
Карта Чорного моря. На західному узбережжі позначено згадані у статті Істрія, Каллатіс та Одессос

## Причини та учасники конфлікту
У 315 р. до н. е. між діадохами почалась вже третя війна, в якій Антигону Одноокому протистояла коаліція цілого ряду полководців, і в тому числі управителя Фракії Лісімаха. Останній контролював також цілий ряд грецьких колоній, розташованих на західному узбережжі Чорного моря південніше від устя Дунаю. Лісімах не втручався в їх внутрішній демократичний устрій, проте розміщення гарнізонів та стягнення форосу викликало невдоволення містян. Антигон, який на початку війни контролював східні сатрапії та вів боротьбу за Малу Азію, оголосив про свою підтримку свободи еллінів, що могло підірвати сили його суперників, котрі якраз і володіли грецькими містами. Як наслідок, у 313 р. до н. е. стався виступ проти Лісімаха коаліції західнопонтійських полісів.
Грецькі колонії на узбережжі Фракії та скіфської Добруджі мали доволі невелике населення та, відповідно, обмежені внутрішні військові ресурси. Так, Каллатіс був осаджений приблизно 3 тисячами мешканців. Таке ж населення мала і Месембрія, котра могла виставити не більше 800 громадян-воїнів. В умовах війни поліси могли розраховувати на найманців, проте це потребувало наявності фінансових ресурсів (надавати останні могли, зокрема, багаті городяни — такі приклади відомі із знайдених у Західному Причорномор'ї декретів наступних 3-го та 2–го століть до н. е.). Як наслідок, важливе значення для успіху повстання мала підтримка місцевих союзників — фракійців та скіфів.

## Початок повстання

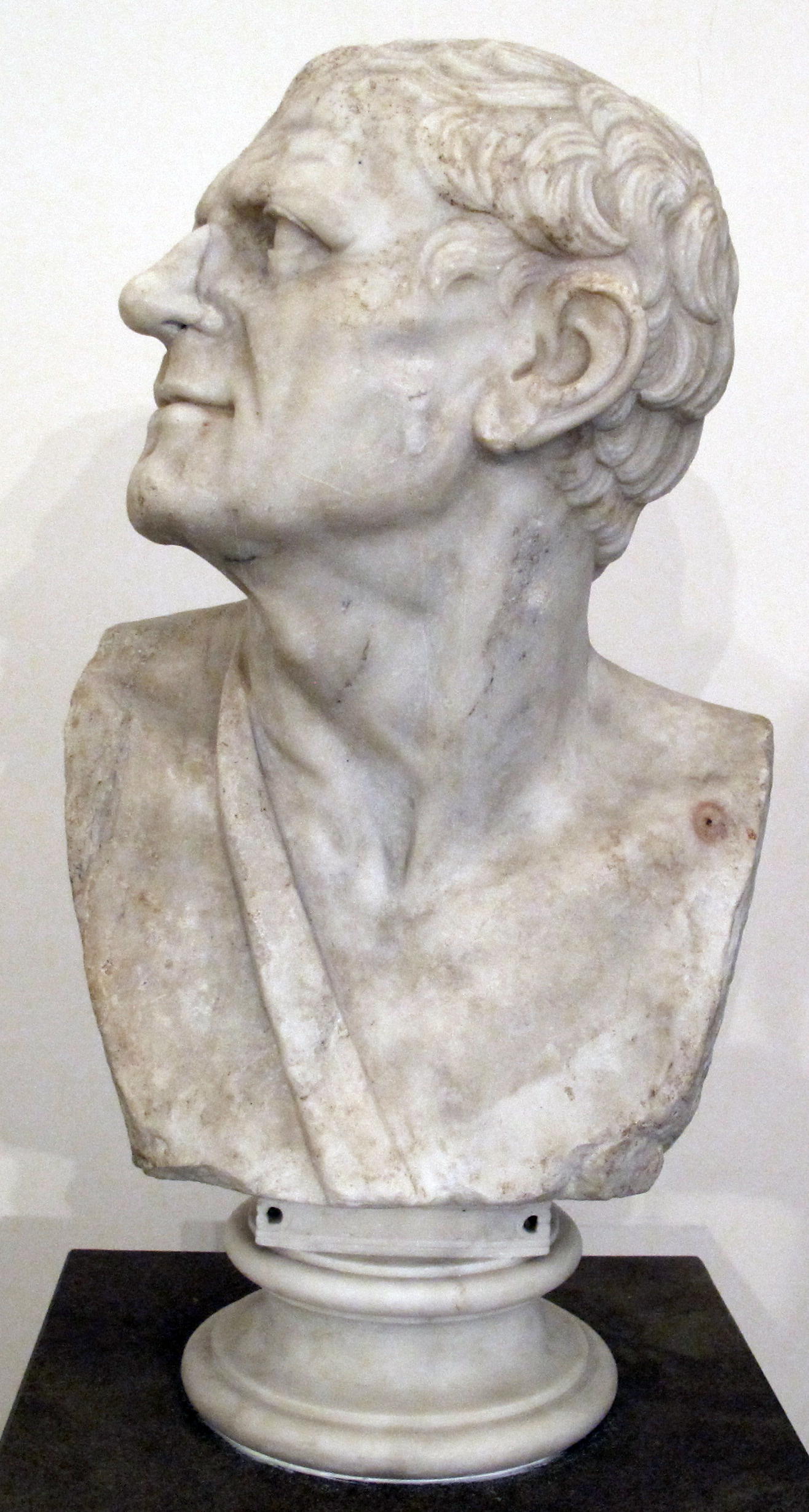
Лісімах

Повстання почалось влітку 313 р. до н. е. з вигнання македонських гарнізонів, котрі було слабі та/або не мали бажання чинити серйозний опір. Лісімах швидко відреагував та з'явився з військом у Причорномор'ї, при цьому його супротивники не змогли або не стали виставляти об'єднану армію і зачинились за стінами своїх міст. 
Першим Лісімах обложив Одессос (найпівнічніша серед грецьких колоній на території сучасної Болгарії), котра здалась на капітуляцію (сучасні дослідники відзначають, що укріплення цього міста були виконанні у слабкій техніці). Наступною атакували Істрію (вже на території сучасної Румунії одразу на південь від дельти Дунаю), котра, за твердженням Діодора, так само здалась (втім, при розкопках тут виявили руйнування фортифікацій, датоване кінцем класичного періоду).

## Облога Каллатіса та супутні події

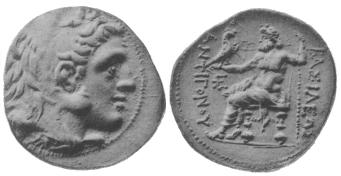
Антигон І Одноокий

Розташований між Одессосом та Істрією Каллатіс став третім об'єктом атаки Лісімаха, причому сюди на допомогу обложеним прибули фракійці та скіфи. Втім, Лісімах зміг переконати перших прийняти його сторону, тоді як скіфам македонський полководець завдав поразки, перебивши при цьому чимало варварів.
Ймовірно, Каллатіс зміг отримати значну фінансову допомогу від Антигона — таке припускають на підставі виявленого у Мерешешті скарбу, який містив велику кількість статерів, карбованих між серединою 320-х та 310-м роком до н. е. в містах Малої Азії та Фінікії. Як наслідок, Лісімах не зміг узяти місто до того моменту, коли у 312 р. до н. е. (ймовірно, влітку) до Фракії не переправився з Малої Азії полководець Антигона Павсаній.
Залишивши під Каллатісом облоговий загін, Лісімах рушив назустріч новому ворогу, при цьому цар фракійців (одрисів) Севт III спробував зупинити його на перевалі через відроги Гема (Старої Планини). У тривалій битві Лісімах втратив чимало воїнів, проте зміг нанести ворогу поразку, після чого вирушив далі назустріч Павсанію. Військо останнього після переходу отаборилось у важкодоступній місцевості, де було зненацька заскочене Лісімахом. Павсанія вбили, а значна частина його війська перейшла на службу до переможця.
Хоча до завершення третьої війни діадохів Антигон більше не надсилав війська до Фракії (до того ж Візантій, який контролював північну із Чорноморських проток, відмовився вступити із ним у союз), проте він, ймовірно, продовжував надавати допомогу Каллатісу. Останній не піддався Лісімаху до укладення у 311 р. до н. е. миру між діадохами, котрий, зокрема, передбачав надання грецьким містам свободи.

## Події 310/309рр. до н.е
На практиці діадохи не дуже притримувались оголошеного звільнення грецьких міст, так, сам Антигон продовжував контролювати поліси у Малій Азії (яким приводом скористався єгипетський володар Птолемей, щоб організувати дві експедиції до її південного узбережжя). Що стосується Західного Причорномор'я, то тут в 310/309 р. до н. е. (в той час Антигон був зайнятий невдалою Вавилонською війною з Селевком за східні провінції) Лісімах знову виступив проти Каллатіса. Цього разу містяни не наважились чинити опір та капітулювали. Значна частка каллатійців, котрі побоювались репресій управителя Фракії, емігрувала у володіння боспорського царя Евмела.
Поява згодом нового типу монет у Каллатісі та Одессосі вважається ознакою відновлення автономії цих міст після смерті Лісімаха, яка сталась у 281 р. до н. е.